# Paradrina amseli
Paradrina amseli là một loài bướm đêm trong họ Noctuidae.